# العلاقات التنزانية الكازاخستانية
العلاقات التنزانية الكازاخستانية هي العلاقات الثنائية التي تجمع بين تنزانيا وكازاخستان.

## مقارنة بين البلدين
هذه مقارنة عامة ومرجعية للدولتين:
| وجه المقارنة                                              | تنزانيا                        | كازاخستان                      |
| --------------------------------------------------------- | ------------------------------ | ------------------------------ |
| المساحة (كم2)                                             | 947.30 ألف                     | 2.72 مليون                     |
| عدد السكان (نسمة)                                         | 57.31 مليون                    | 17.95 مليون                    |
| الكثافة السكانية (ن./كم²)                                 | 60.5                           | 6.6                            |
| العاصمة                                                   | دودوما                         | نور سلطان                      |
| اللغة الرسمية                                             | اللغة السواحلية، لغة إنجليزية  | اللغة القازاقية، اللغة الروسية |
| العملة                                                    | شيلينغ تانزاني                 | تينغ كازاخستاني                |
| الناتج المحلي الإجمالي (بليون دولار)                      | 52.09 مليار                    | 159.41 مليار                   |
| الناتج المحلي الإجمالي (تعادل القوة الشرائية) بليون دولار | 138.73 مليار                   | 439.39 مليار                   |
| الناتج المحلي الإجمالي الاسمي للفرد دولار أمريكي          | 878                            | 10.51 ألف                      |
| الناتج المحلي الإجمالي للفرد دولار أمريكي                 | 2.54 ألف                       | 24.23 ألف                      |
| مؤشر التنمية البشرية                                      | 0.521                          | 0.788                          |
| رمز المكالمات الدولي                                      | +255                           | +7                             |
| رمز الإنترنت                                              | .tz                            | .kz، .қаз ‏                     |
| المنطقة الزمنية                                           | ت ع م+03:00، توقيت شرق أفريقيا | ت ع م+05:00، ت ع م+06:00       |

## منظمات دولية مشتركة
يشترك البلدان في عضوية مجموعة من المنظمات الدولية، منها:
| علم المنظمة | اسم المنظمة                               | تاريخ انضمام تنزانيا | تاريخ انضمام كازاخستان |
| ----------- | ----------------------------------------- | -------------------- | ---------------------- |
|             | الاتحاد البريدي العالمي                   | ?                    | ?                      |
|             | يونسكو                                    | 6 مارس 1962          | 22 مايو 1992           |
|             | البنك الدولي للإنشاء والتعمير             | 10 سبتمبر 1962       | 23 يوليو 1992          |
|             | وكالة ضمان الاستثمار متعدد الأطراف        | 19 يونيو 1992        | 12 أغسطس 1993          |
|             | الاتحاد الدولي للاتصالات                  | 31 أكتوبر 1962       | 23 فبراير 1993         |
|             | منظمة الشرطة الجنائية الدولية             | ?                    | ?                      |
|             | مؤسسة التمويل الدولية                     | 10 سبتمبر 1962       | 30 سبتمبر 1993         |
|             | الأمم المتحدة                             | 14 ديسمبر 1961       | 2 مارس 1992            |
|             | مؤسسة التنمية الدولية                     | 6 نوفمبر 1962        | 23 يوليو 1992          |
|             | منظمة حظر الأسلحة الكيميائية              | ?                    | ?                      |
|             | المركز الدولي لتسوية المنازعات الاستشارية | 17 يونيو 1992        | 21 أكتوبر 2000         |

## وصلات خارجية
- موقع وزارة الخارجية التنزانية
- موقع وزارة الخارجية الكازاخستانية